# ミレニアモン
ミレニアモンはデジタルモンスターシリーズに登場する架空の生命体・デジタルモンスターの一種。

## 概要
初登場はワンダースワン専用ソフト・アノードテイマー&カソードテイマー。以降合計五作品で主人公、秋山遼の宿敵として活躍する。
2025年現在テレビシリーズでの登場はなく、テレビゲーム作品で登場することは少ないが、携帯ゲーム機での格闘ゲームでは比較的登場回数が多い。名前の由来は千年紀を意味する「ミレニアム」。最初期とそれ以降では若干デザインが異なり初期はキメラモンそのままのボディで色だけが違ったようなものだった。

## 種族としてのミレニアモン
様々な機械系デジモンを融合させたムゲンドラモンと様々な生物系デジモンを融合させたキメラモンが融合し誕生した圧倒的な力を持つ合成型デジモン。

### 基本データ
- 世代/究極体
- タイプ/合成型
- 属性/ウィルス
- 必殺技/タイムアンリミテッド
- 得意技/ディメンジョンデストロイヤー
- 勢力/ダークエリア

### 亜種・関連種・その他
ムゲンドラモン
キメラモン
ムーンミレニアモン
ズィードミレニアモン

## 登場人物としてのミレニアモン
各作品の概要についてはデジモン (ワンダースワン版)#秋山遼VS.ミレニアモンシリーズを参照。
- アノードテイマー/カソードテイマー

『デジモンアドベンチャー』で選ばれし子供たちに倒されたデジモンの生き残りであるムゲンドラモンとキメラモンが融合し誕生した。デビモン・エテモン・ヴァンデモン・ピエモンを復活させ、選ばれし子供たちとそのパートナーデジモンを幽閉してしまう。しかし逃げ延びたアグモンが呼び出した人間の子供、秋山遼によって各地に封じた子供たちを次々に解放させられ、敗北を喫する。
- タッグテイマーズ

ディアボロモンを使い選ばれし子供であるリョウと八神太一をおびき寄せ、デジタルワールドを二つに分割（ミラーサイト）して、選ばれし子供であるリョウと太一（手違いで一乗寺賢）が団結することを阻み、ムーン＝ミレニアモンとなり戦うも、それぞれの世界で敗北。消滅する寸前の賢に暗黒の種子を植え付け、『デジモンアドベンチャー02』で賢がデジモンカイザーとなる遠因となる。
- ディーワンテイマーズ

前作で倒されたはずが復活。デジタルワールドの再侵略を画策するが、四聖獣とゲンナイに察知され、大会で鍛え上げられたリョウと再び戦い敗北。最後にリョウが存在する限り決して消えない同一の存在であることを語り、リョウを巻き込んで自爆する。
- ブレイブテイマー

未来世界で再び復活したミレニアモンは過去の世界に刺客を送り侵略を開始する。過去の世界から追いかけてきたリョウと戦う。リョウへの復讐心が力を増幅させ、決して倒すことはできず、倒せば倒すほど強大になり復活することを明かす。もし、倒すことができるとすれば自分から復讐心が消えたときであると語る。この事実を受け、リョウはモノドラモンとミレニアモンをジョグレスさせ、ミレニアモンは新たなデジモンとして生まれ変わりデジタマとなる。これによりリョウとの長き戦いに終止符が打たれた。
- デジモンアドベンチャー02

選ばれし子供の一人である一乗寺賢が見た夢でミレニアモンを倒している。
- デジモンクロスウォーズ (漫画)

デジモンクロスウォーズ (漫画)#超常の存在を参照。
- デジモンアドベンチャー:

声はボルケーノ太田。デジモンアドベンチャーの登場キャラクター#敵デジモン（ミレニアモン編）を参照。